# Leśne Dworzyszcze
Leśne Dworzyszcze (biał. Лясныя Дворышчы, Lasnyja Dworyszczy; ros. Лесные Дворищи, Lesnyje Dworiszczi) – wieś na Białorusi, w obwodzie grodzieńskim, w rejonie lidzkim, w sielsowiecie Dworzyszcze.